# Adolescence (Fernsehserie)
Adolescence (deutsch: Jugend) ist eine britische Miniserie, deren vier Folgen weltweit am 13. März 2025 auf Netflix veröffentlicht wurden. Als Mischung aus Krimi und Drama handelt die Serie primär vom 13-jährigen Jamie Miller, der des Mordes an einer Mitschülerin bezichtigt wird, und den Auswirkungen auf seine Familie. Adolescence wurde von Jack Thorne und Stephen Graham als Reaktion auf zunehmende Misogynie und die Verbreitung eines toxisch-männlichen Weltbilds auch unter Jugendlichen erdacht. Die Regie übernahm bei allen vier One-Shot-Folgen Philip Barantini. In Hauptrollen sind unter anderem Graham selbst, der Nachwuchsdarsteller Owen Cooper, Ashley Walters, Faye Marsay, Christine Tremarco, Amélie Pease, Mark Stanley, Jo Hartley und Erin Doherty zu sehen.
Die Kritiken zu Adolescence fielen fast ausschließlich überschwänglich lobend aus und hoben neben den schauspielerischen Darbietungen insbesondere die niederschmetternde Thematik hervor. In der britischen Gesellschaft löste die Serie nach der Veröffentlichung so etwa eine Debatte über Frauenfeindlichkeit und den schädlichen Einfluss sozialer Medien aus, die auch Einzug in die Politik hielt. Bei der Primetime-Emmy-Verleihung 2025 erhielt Adolescence 13 Nominierungen, darunter als beste Miniserie. Mit weltweit fast 143 Millionen Abrufen befindet sich Adolescence auf dem zweiten Platz der meistgesehenen Netflix-Serien aller Zeiten.

## Handlung
Der 13-jährige Schüler Jamie Miller wird eines Morgens von der Polizei wegen Mordverdachtes verhaftet und aufs Polizeirevier gebracht. Obwohl er die Tat leugnet, wird in Anwesenheit seines Vaters Eddie ein Beweisvideo abgespielt, das Jamie bei der Tötung seiner Mitschülerin Katie zeigt. Die leitenden Ermittler Luke Bascombe und Misha Frank besuchen später Jamies Schule, um nach möglichen Motiven und der Tatwaffe zu suchen. Bereits der kurze Einblick in den Schulalltag zeigt, dass zwischen den Schülern ein harter Wettkampf ausgetragen wird. Es stellt sich heraus, dass Jamie von Katie als Incel bezeichnet und gemobbt wurde. Mittäter war sein bester Freund Ryan, der das Messer besorgte und ebenfalls verhaftet wird. Jamie kommt in der Folge in eine Jugendstrafanstalt, wo er auf seine Gerichtsverhandlung wartet und von der Psychologin Briony Ariston bezüglich seines Verständnisses der Tat befragt wird. Als er sich über ein Jahr später schuldig bekennen möchte, erkennen seine Eltern Eddie und Manda, seinen Onlineaktivitäten nicht genügend Aufmerksamkeit geschenkt zu haben und daher mitverantwortlich zu sein.

## Produktion

### Entstehung
Die Krimi-Dramaserie Adolescence basiert auf einer Idee der beiden Drehbuchautoren Stephen Graham und Jack Thorne. Graham hörte vom Tod zweier Mädchen in Liverpool und London Anfang der 2020er Jahre, die jeweils durch Jungen im Teenageralter ermordet worden waren. Beide Taten ereigneten sich im Umfeld der Incel-Kultur rund um Andrew Tate, die in Adolescence kritisch betrachtet werden sollten. Graham und Thorne wollen mit der Miniserie das Versagen des britischen Schulsystems bei misogynen Entwicklungen aufzeigen, männliche Wut untersuchen und einen Diskurs über den korrekten Umgang mit sozialen Medien eröffnen. Die Geschichte sollte dabei keine Stereotype bedienen und etwa eine alkoholkranke Mutter, einen gewalttätigen Vater oder einen übergriffigen Onkel als Ausrede für die Tat vorschieben.
Graham und Thorne kontaktierten zunächst das von Brad Pitt gegründete Produktionsunternehmen Plan B Entertainment, wo man sich von der Idee begeistert zeigte. Nachdem eine Umsetzung für Prime Video nicht zustande gekommen war, wurde Adolescence im März 2024 schließlich von Netflix aufgegriffen, die zusammen mit Warp Films und Matriarch Productions die Produktion übernahmen. Als Regisseur wurde Philip Barantini verpflichtet, mit dem Graham zuvor bereits an mehreren Projekten wie der Serie Band of Brothers – Wir waren wie Brüder (2001) oder dem Thriller Yes, Chef! (2021) zusammengearbeitet hatte.
Die Hauptrolle des 13-jährigen Schülers Jamie Miller wurde mit dem britischen Nachwuchsdarsteller Owen Cooper besetzt, der sich im Casting gegen 500 Mitbewerber durchsetzte und mit Adolescence sein Schauspieldebüt gab. Serienschöpfer Stephen Graham und Christine Tremarco übernahmen die Rollen seiner Eltern Eddie und Manda; Amélie Pease die seiner älteren Schwester Lisa. In weiteren Hauptrollen sind Erin Doherty als Psychologin Briony Ariston, Ashley Walters und Faye Marsay als leitende Ermittler Luke Bascombe und Misha Frank, Mark Stanley als Pflichtverteidiger Paul Barlow und Jo Hartley als Lehrerin Mrs. Fenumore zu sehen. Walters hatte ursprünglich bereits ein Ende seiner Schauspielkarriere und einen Wechsel hinter die Kamera angestrebt, fühlte sich von Adolescence allerdings persönlich angesprochen, da er selbst als Teenager wegen Waffenbesitzes zu einer Haftstrafe von 18 Monaten verurteilt worden war.

### Dreharbeiten

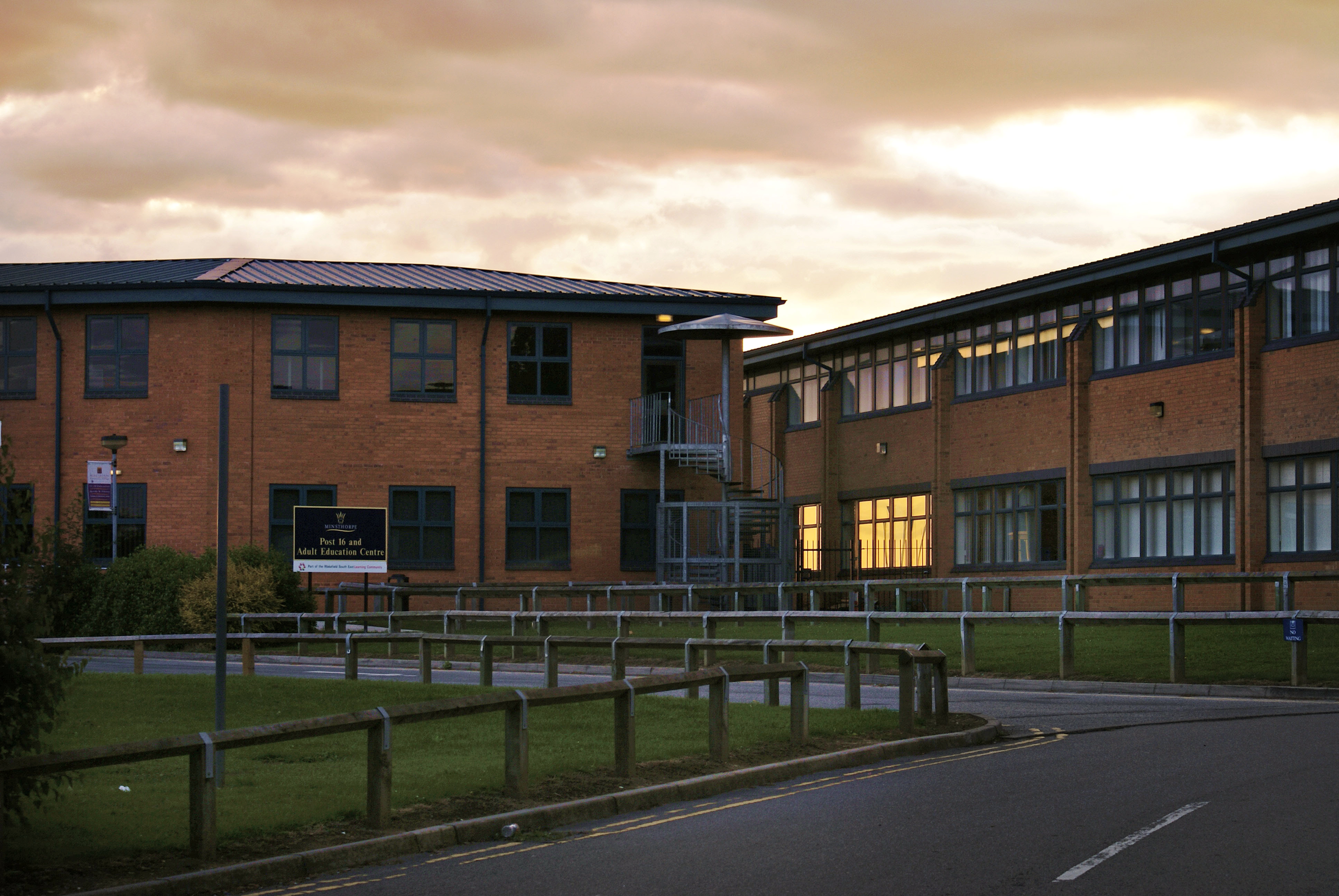
Das Minsthorpe Community College

Die Dreharbeiten mit Kameramann Matthew Lewis erfolgten von Juli bis September 2024 im County West Yorkshire, wo die Produktion insgesamt sechs Monate verbrachte. Zu Großteilen wurden dabei in der Kleinstadt South Kirkby gedreht, wo das Familienhaus stand und eine Polizeistation in örtlichen Filmstudios errichtet wurde. Die zweite Episode wurde hingegen am Minsthorpe Community College im Nachbarort South Elmsall aufgezeichnet.
Alle vier Folgen wurden als One-Shot ohne versteckte Schnitte und nahezu ohne Einsatz von CGI gedreht, wodurch Regisseur Philip Barantini die Aufmerksamkeit des Zuschauers halten wollte. Pro Episode standen dabei drei Wochen zur Verfügung, in denen die Darsteller zunächst die Dialoge schrittweise auswendig lernten, ehe Lewis die Kamerabewegungen mit den Schauspielern minutiös einstudierte. In der jeweiligen finalen Drehwoche entstanden rund zehn Aufzeichnungen einer Folge, aus denen schließlich der beste Take ausgewählt wurde.
Noch während der Filmaufnahmen mussten die Drehbücher teilweise umgeschrieben werden, da sich erst vor Ort Probleme bei Dialogen und der fehlenden Möglichkeit eines Schnitts zeigten. Die Kamera selbst wurde mitunter an Kamerakränen sowie Drohnen befestigt und zwischen mehreren Kameraoperateuren herumgereicht, die zum Teil kostümiert werden mussten, da sie auf den Aufnahmen zu sehen sein würden. Für Schulszenen kamen rund 370 Statisten zum Einsatz.

### Veröffentlichung
Ein Trailer zur Serie wurde am 24. Februar 2025 veröffentlicht, ehe alle vier Folgen am 13. März 2025 ins Programm von Netflix aufgenommen wurden. Nach dem enormen Streamingerfolg begann das führende Produktionsunternehmen Plan B Entertainment im April 2025 mit Regisseur Philip Barantini und den beiden Serienschöpfern Jack Thorne und Stephen Graham Gespräche über eine Verlängerung der Serie um eine zweite Staffel.

## Besetzung und Synchronisation
Die deutschsprachige Synchronisation entstand nach Dialogbüchern von Carina Krause und der Dialogregisseurin Maren Rainer im Auftrag von FFS Film- & Fernseh-Synchron.
| Ashley Walters und Faye Marsay verkörpern die leitenden Ermittler Luke Bascombe und Misha Frank. | Jo Hartley verkörpert die Lehrerin Mrs. Fenumore, Erin Doherty die Psychologin Briony Ariston. |

| Rolle                             | Beschreibung            | Schauspieler       | Folge(n) | Synchronsprecher       |
| --------------------------------- | ----------------------- | ------------------ | -------- | ---------------------- |
| Eddie Miller                      | Jamies Vater            | Stephen Graham     | 1–2, 4   | Frank Schaff           |
| Jamie Miller                      | Mordverdächtiger        | Owen Cooper        | 1, 3–4   | Leon Santos Burmeister |
| Detective Inspector Luke Bascombe | leitender Ermittler     | Ashley Walters     | 1–2      | Sebastian Winkler      |
| Detective Sergeant Misha Frank    | leitende Ermittlerin    | Faye Marsay        | 1–2      | Stefanie Dischinger    |
| Adam Bascombe                     | Lukes Sohn              | Amari Bacchus      | 1–2      | Niklas Gebendorfer     |
| Manda Miller                      | Jamies Mutter           | Christine Tremarco | 1, 4     | Melanie Manstein       |
| Lisa Miller                       | Jamies Schwester        | Amélie Pease       | 1, 4     | Alina Abgarjan         |
| Eileen                            | Nachbarin der Millers   | Bidi Iredale       | 1, 4     |                        |
| Fredo                             | Mitschüler von Adam     | Austin Haynes      | 2, 4     |                        |
| Paul Barlow                       | Jamies Anwalt           | Mark Stanley       | 1        |                        |
| Sergeant Golding                  | Polizist                | Neil Bell          | 1        |                        |
| Police Constable Evan Jenkins     | Polizist                | Connor Calland     | 1        |                        |
| Erica                             | Krankenschwester        | Faye McKeever      | 1        |                        |
| Derek                             | Sozialarbeiter          | Jon Furlong        | 1        |                        |
| Katie Leonard                     | Mordopfer               | Emilia Holliday    | 1        |                        |
| Mrs. Fenumore                     | Lehrerin                | Jo Hartley         | 2        |                        |
| Jade                              | Freundin von Katie      | Fatima Bojang      | 2        |                        |
| Ryan Kowalska                     | Freund von Jamie        | Kaine Davis        | 2        |                        |
| Tommy                             | Freund von Jamie        | Lewis Pemberton    | 2        |                        |
| Mr. Curtis                        | Lehrer von Adam         | Jonathon Ojinnaka  | 2        |                        |
| Mr. Malik                         | Lehrer von Jamie        | Faraz Ayub         | 2        |                        |
| Mrs. Bailey                       | Lehrerin von Jade       | Hannah Walters     | 2        |                        |
| Briony Ariston                    | Jamies Psychologin      | Erin Doherty       | 3        | Laura Maire            |
| Victor                            | Gefängniswärter         | Douglas Russell    | 3        |                        |
| Frank                             | Gefängniswärter         | Claudius Peters    | 3        |                        |
| Quint                             | Mitarbeiter im Baumarkt | Joe Barber         | 4        |                        |

## Soundtrack
Der Soundtrack der Serie wurde von Aaron May und David Ridley komponiert und besteht vor allem aus Instrumentaltiteln. Zum Finale der zweiten Folge nutzten sie eine Coverversion des Titels Fragile des britischen Musikers Sting, die von einem Kinderchor gesungen wird. Als Solistin singt die Darstellerin des Mordopfers Katie Leonard, Emilia Holliday, die zentralen Verse des Liedes. Insgesamt enthält der Soundtrack 16 Titel:
1. Adolescence  – 1:10
2. Jamie in the Van  – 4:01
3. Do You Believe Me?  – 1:28
4. Playground Fight  – 0:39
5. Walk Back to Class  – 1:38
6. Father Thanks Son  – 1:21
7. Chasing Ryan  – 1:14
8. Bascombe Reflects  – 1:31
9. Cup of Tea  – 0:58
10. Alone  – 1:37
11. Eddie’s Shed  – 1:14
12. Wainwright’s  – 1:35
13. Come Here You Little  – 1:11
14. Eddie Breaks  – 1:24
15. Back Home  – 1:34
16. Fragile  – 2:38

Neben dem offiziellen Soundtrack werden in der vierten Folge der Serie die Songs Take On Me von der norwegischen Band a-ha sowie als Abspann Through The Eyes Of A Child der ebenfalls aus Norwegen stammenden Sängerin Aurora genutzt.

## Episodenliste
| Nr. | Deutscher Titel | Originaltitel |
| --- | --------------- | ------------- |
| 1 | Folge 1         | Episode 1     |
| In den frühen Morgenstunden leiten die Ermittler Luke Bascombe und Misha Frank einen Polizeieinsatz im Hause der vierköpfigen Familie Miller. Das Ziel der Operation ist die Verhaftung des 13-jährigen Schülers Jamie, der unter Mordverdacht steht, wie seinen Eltern Eddie und Manda beim Polizeieinsatz mitgeteilt wird. Jamie wird von Bascombe und Frank auf die nahegelegene Polizeiwache gebracht, wo seine Personalien aufgenommen werden. Währenddessen trifft Jamies Familie auf der Polizeiwache ein. Auf Bascombes Rat hin bestimmt Jamie seinen Vater als Betreuungsperson, der daraufhin bei der Blutabnahme, Leibesvisitation und Vernehmung seines Sohnes anwesend sein darf. Jamie zeigt sich emotional überfordert, leugnet aber alle Anschuldigungen, etwas Falsches getan zu haben. Der ihm von der Polizei vermittelte Pflichtverteidiger Paul Barlow bringt in Erfahrung, dass sich die ihm vorgeworfene Tat am Abend zuvor abgespielt hat, und rät Jamie, zu jedweden Fragen diesbezüglich keine Aussage zu machen. Bei der anschließenden Vernehmung durch die Ermittler Bascombe und Frank pocht Eddie jedoch darauf, der Polizei gegenüber mehr Auskünfte zu geben, fest von der Unschuld seines Sohnes überzeugt. Die Polizisten spielen im Anschluss ein Überwachungsvideo ab, auf dem zu sehen ist, wie Jamie seine Mitschülerin Katie Leonard am Abend zuvor mit mehreren Messerstichen auf einem öffentlichen Parkplatz tötet. Eddie zeigt sich von dem Bildmaterial schockiert und bricht in Tränen aus, umarmt seinen Sohn aber schließlich. |                 |               |
| 2 | Folge 2         | Episode 2     |
| Bascombe und Frank suchen drei Tage nach dem Mord Jamies Schule auf, um von den Mitschülern Informationen über mögliche Tatmotive und den Aufenthaltsort der Tatwaffe zu bekommen. Gerüchte über den Vorfall haben sich innerhalb der Schülerschaft schnell verbreitet, während sich ein Großteil der Lehrer bestürzt zeigt. Bascombe und Frank sprechen zunächst mit Jade, Katies bester Freundin. Diese antwortet aber nur widerwillig, da sie nicht schlecht über Tote reden möchte und da der Fall für sie eindeutig erscheint. Sie greift später Ryan, Jamies besten Freund, tätlich an und wirft ihm vor, für den Tod von Katie verantwortlich zu sein. Die Ermittler sprechen daraufhin mit Ryan, der sich zunächst kooperativ zeigt, aber unruhig wird und den Raum verlässt, als das Messer zur Sprache kommt. Erst mithilfe von Bascombes Sohn Adam, der Jamies Schule in einer höheren Klassenstufe besucht, werden die Ermittler auf ein mögliches Motiv aufmerksam gemacht. Wie sich herausstellt, wurde Jamie von Katie öffentlich auf Instagram als Incel bezeichnet, wodurch Jamie zum Opfer von Cyber-Mobbing wurde. Als Bascombe und Frank Ryan mit den neuen Erkenntnissen abermals konfrontieren wollen, flüchtet dieser durch ein Fenster, wird aber einige Straßen weiter von den Ermittlern gestellt. Ryan gesteht, dass das Tatmesser eigentlich ihm gehörte, woraufhin er wegen Mittäterschaft verhaftet wird. Zur selben Zeit besucht Jamies Vater Eddie den Tatort und legt Blumen ab. |                 |               |
| 3 | Folge 3         | Episode 3     |
| Sieben Monate nach der Tat wartet Jamie in einer Jugendstrafanstalt auf seine Gerichtsverhandlung. Von seiner Verteidigung wurde unter anderem die forensische Psychologin Briony Ariston damit beauftragt, ein Gutachten über Jamie anzufertigen. Jamie war kurz zuvor in eine gewalttätige Auseinandersetzung mit einem anderen Insassen verwickelt und ist sichtlich verärgert darüber, dass Ryan im Gegensatz zu ihm seine Untersuchungshaft zu Hause verbringen darf. Briony macht Jamie klar, dass es ihr nur darum geht, sein Verständnis für die Umstände des Falles einzuschätzen, nicht aber den Fall selbst. Mit Fragen über Jamies Vater und Großvater versucht Briony, seine Einstellung zu Männlichkeit, Frauen und sich selbst zu ergründen. Jamie hält dieses Vorgehen für einen Trick, ihm ein Geständnis zu entlocken. Briony schafft es, seine Bedenken auszuräumen und Jamie spricht daraufhin bereitwillig über sein Verhältnis zu Katie. Gegenüber Briony schildert er, dass er sich selbst für unattraktiv hält. Weiterhin berichtet er, dass Katie für einen Klassenkameraden, auf den sie stand, ein Oben-ohne-Foto gemacht hatte, welches dieser ohne ihre Zustimmung in der Schule verbreitet hatte. Da Jamie dachte, sie sei deswegen verletzlich, und er sich deshalb Chancen bei ihr erhoffte, bat er sie um ein Rendezvous, was sie aber brüsk ablehnte. Daraufhin begann sie, Kommentare auf seiner Instagram-Seite zu hinterlassen, in denen sie ihn als Incel bezeichnete. Über das gesamte Gespräch hinweg ist Jamie launisch und wechselt zwischen Offen- und Verschlossenheit, zeigt sich verletzlich, versucht aber auch zu seinem Vorteil zu lügen, und bedroht Briony sogar. Die Psychologin erklärt daraufhin, dass es sich um den letzten Termin gehandelt hat, was Jamie abermals erzürnt. Auf seine Frage, ob sie ihn überhaupt möge, antwortet sie nicht mehr, sondern verlässt unter Tränen die Jugendstrafanstalt. |                 |               |
| 4 | Folge 4         | Episode 4     |
| Dreizehn Monate nach der Tat versucht die Familie Miller, wieder zur Normalität zurückzukehren und Eddies 50. Geburtstag zu feiern. Jamies ältere Schwester Lisa muss allerdings feststellen, dass der Kleintransporter ihres Vaters in der Nacht mit der Aufschrift „Nonse“ bzw. „Nonce“ (deutsch „Pädo“) besprüht wurde. Die beiden Teenager, die das Fahrzeug besprüht haben, fahren auf ihren Fahrrädern am Haus der Millers vorbei, um Eddie zu verhöhnen, was ihm aber erlaubt, sich ihre Gesichter zu merken. Da sich die Farbe nicht abwaschen lässt, machen sich Eddie, Manda und Lisa auf den Weg zum nahegelegenen Baumarkt. Sie beschließen, im weiteren Verlauf des Tages ins Kino zu gehen, um auf andere Gedanken zu kommen. Im Baumarkt macht Eddie die unangenehme Bekanntschaft des jungen Angestellten Quint, der ihn erkennt und seine Unterstützung für Jamie äußert. Später sieht Eddie auf dem Parkplatz die beiden Teenager, die seinen Kleintransporter besprüht haben, und wird einem der Teenager gegenüber handgreiflich und bedroht die beiden. Auf der Rückfahrt erhält er einen überwachten Anruf von Jamie, der ihm zum Geburtstag gratuliert und ihm mitteilt, dass er seine Meinung geändert hat und den Mord bei der Verhandlung gestehen wird. Manda, die nie das Beweisvideo gesehen hat, bricht in Tränen aus, woraufhin die Familie ihre weiteren Pläne verwirft. Wieder zu Hause gestehen sich Eddie und Manda ein, Jamie und seinen Onlineaktivitäten nicht genügend Aufmerksamkeit geschenkt zu haben und zumindest aus ihrer Sicht mitverantwortlich für die Geschehnisse zu sein. In Jamies altem Zimmer bricht schließlich auch Eddie in Tränen aus. |                 |               |
| Alle Folgen wurden am 13. März 2025 auf Netflix veröffentlicht. Philip Barantini führte bei allen Folgen Regie, während Jack Thorne und Stephen Graham die Drehbücher schrieben. |                 |               |

## Rezeption

### Kritiken
Die britische Presse fand fast ausschließlich lobende Worte für Adolescence und bezeichnete die Serie nicht selten als makellos und sogar wegweisend. Trotz der Veröffentlichung im Frühjahr zähle sie bereits jetzt zu den Anwärtern der besten Serien des Jahres 2025. Führende Zeitungen wie die Times und der Guardian bezeichneten Adolescence als nahezu perfekt, während andernorts der erschütternde, niederschmetternde Inhalt und das insbesondere von Nachwuchsdarsteller Owen Cooper phänomenale Schauspiel gelobt wurden. Bei Rotten Tomatoes konnte Adolescence so 98 % der 106 gelisteten Kritiker überzeugen. Mit ihrer stilistischen Kühnheit und der schauspielerisch von Anfang bis Ende hervorragenden Besetzung sei die Miniserie ein Meisterwerk der Erzählkunst im Fernsehen, so das Kritikerfazit. Bei Metacritic erhielt Adolescence basierend auf 27 Rezensionen einen Metascore von 91 von 100 möglichen Punkten.
Als „altmodisches, themenorientiertes, sozialbewusstes Fernsehen“ wird Adolescence von Michael Hogan in seiner Filmkritik für den Guardian bezeichnet. Die Serie sei in Bezug auf ihr Potenzial, echte Veränderungen in der Welt anzustoßen, mitreißend und könne sogar Leben retten. Die erschütternde, aber herzergreifende Studie über den albtraumhaften Einfluss der Manosphere sei daher ein wichtiger Aufruf zum Handeln für Eltern und ihre Kinder. Vorrangig behandle Adolescence zwar Messerkriminalität, doch eigentliche gehe es um Cyber-Mobbing, den bösartigen Einfluss von Social Media und toxische Männlichkeit. Neben dieser thematischen Wucht glänze die Serie auch mit atemberaubenden Darbietungen. Serienschöpfer Stephen Graham, für Hogan selbst einer der besten aktiven britischen Schauspieler, lasse seine Co-Darstellern dabei genügend Raum zum Glänzen, wodurch Ashley Walters die beste Leistung seiner Karriere abliefere, auch Erin Doherty brilliere, Christine Tremarco herzzerreißend aufspiele und der Nachwuchsdarsteller Owen Cooper einfach phänomenal sei. Die unglaubliche One-Shot-Umsetzung sei gleichzeitig kein einfaches technisches Gimmick, sondern verleihe dem Geschehen eine eindringliche Unmittelbarkeit und trage so maßgeblich zur Spannung bei.
Ben Dowell von der Times beschrieb Adolescence als fesselndes menschliches Drama, bei dem es sich um die beängstigendste Serie des Jahres handeln könnte. Von der ersten Minute bis zum niederschmetternden Ende handle es sich dabei um atemberaubendes Fernsehen, das man mit seinem sozialen Bewusstsein von einem Streamer wie Netflix nicht immer erwarten würde. Auch Julia Schöpfer von der TAZ nannte Adolescence einen frischen, kalten Wind, der die niederschmetternde Realität weder zu Unterhaltungszwecken ausschlachte, noch verharmlosend verzerre. Die Serie zeige stattdessen, was in der britischen Jugend falsch laufe, biete aber keine direkten Lösungen an, wodurch sie ein erfolgreicher Denkanstoß sei. Adolescence sei für Schöpfer ein Meisterwerk über Radikalisierung und Gewalt gegen junge Frauen, wobei auch nicht davor zurückgeschreckt werde, oft unsichtbare Emotionen wie männliche Wut zu zeigen.
Nick Hilton vom Independent attestiert Adolescence zwar, packend, erschütternd und fesselnd zu sein, bemerkte aber einen qualitativen Abfall zwischen den einzelnen Folgen. Während es sich beim virtuosen Serienauftakt noch um Fernsehen in Reinform handle, schonungslos und pulsierend, würden sich die anschließenden Folgen einseitig anfühlen und nicht mehr auf die One-Shot-Ästhetik angewiesen sein. Die schauspielerischen Leistungen seien zwar meisterhaft – allen voran Nachwuchsdarsteller Owen Cooper, der die Sympathien des Publikums geschickt verschiebe – doch die Erzählung eher durchwachsen. Der schmale Grat zwischen der Erweckung von Empathie und Elendsporno verschwimme zuweilen, während die finale Auflösung zu sehr auf Verzweiflung aus sei. Arno Frank vom Spiegel bemängelt an einer sonst sprachlos machenden Serie hingegen, zum Teil zu eindimensionale Antworten auf die aufgeworfenen Fragen zu geben und das Opfer sowie dessen Familie fast komplett auszublenden. Trotz aller dramaturgischer, inhaltlicher und technischer Brillanz fehle es an einer fünften Folge, die sich nicht nur auf die obszönen Abweichungen des Täters konzentriere, wodurch Adolescence hinter den Möglichkeiten zurückbleibe.
Der Medienwissenschaftler Herbert Schwaab weist in seiner Analyse darauf hin, dass in der Serie eigentlich „vieles offen“ bleibe an Stellen, an denen „Kritiker:innen und Publikum gemäß ihrer jeweiligen sozialen Position eindeutige Themen hineinlesen“ würden. Nach seiner Auffassung erfinde die Serie das Fernsehen neu, „weil es das Unfertige akzeptiert, sich nicht in einer langen Erzählung erschöpft und gerade deswegen so viele Gefühle weckt“.

### Abrufzahlen
Am ersten Wochenende nach der Veröffentlichung war Adolescence mit 24,3 Millionen Abrufen die weltweit meistgesehene Serie auf Netflix und erreichte in 71 Ländern die Spitzenposition der Streamingcharts. In der Folgewoche konnte die Serie diese Zahlen sogar nahezu verdoppeln und weitere 42 Millionen Abrufe weltweit verzeichnen. Mit insgesamt rund 145 Millionen Zugriffen bis Ende Juni 2025 befindet sich Adolescence unter den zwei erfolgreichsten Netflix-Serien aller Zeiten. In allen 93 Ländern, in denen der Streamingdienst wöchentliche Top-Ten-Listen erhebt, war die Serie dabei vertreten. Allein im Vereinigten Königreich brach Adolescence mehrere Rekorde und war auf einen Zeitraum von sieben Tagen bezogen die meistgesehene Streamingserie jemals. Außerdem führte Adolescence als erste Streamingsserie überhaupt die britischen Fernsehcharts an und schlug dabei auch linear ausgestrahlte Programme.

### Reaktionen

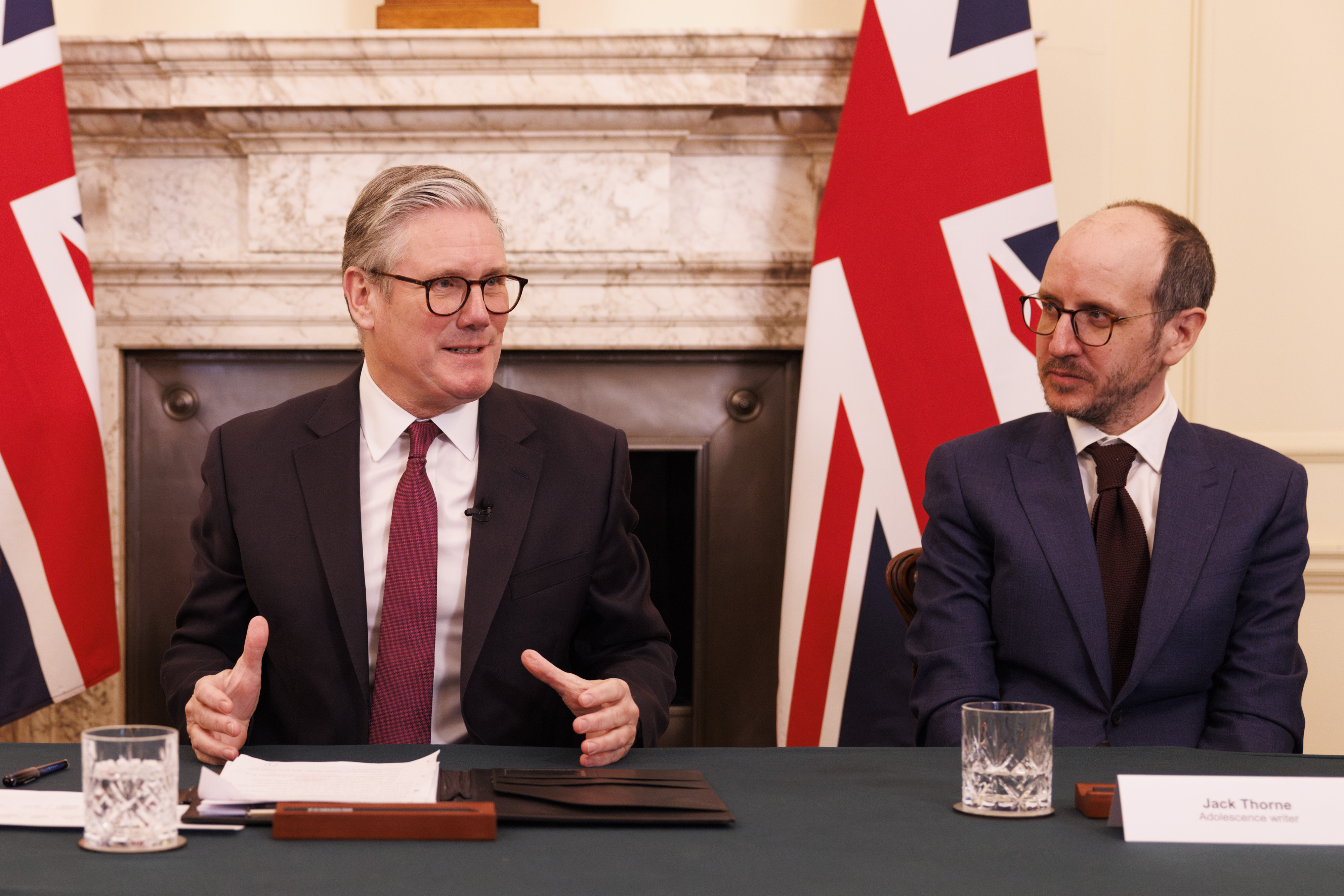
Der britische Premierminister Keir Starmer (links) im Gespräch mit Serienschöpfer Jack Thorne (rechts)

Adolescence löste im Vereinigten Königreich eine nationale Debatte über Misogynie aus und war nach der Veröffentlichung Thema zahlreicher Fernsehsendungen. Die britische Polizei nannte die Serie so etwa einen „Weckruf für Eltern“, während sich die Angehörigen einer Überlebenden der Messerattacke in Southport bei den Schöpfern von Adolescence für die Auseinandersetzung mit dem Thema bedankten. Der ehemalige englische Fußballnationaltrainer Gareth Southgate warnte wenige Tage nach der Veröffentlichung in einer Fernsehrede vor schlechten Einflüssen für Minderjährige im Internet, während die Schriftstellerin Caitlin Moran hoffte, Adolescence könne ein Wendepunkt im Umgang mit toxischer Männlichkeit werden. Die Labour-Abgeordnete Anneliese Midgley stieß diesbezüglich an, die Serie im Parlament und in britischen Schulen zu zeigen, um Frauenfeindlichkeit stärker zu bekämpfen. Auch Premierminister Keir Starmer unterstützte diesen Vorschlag und traf sich Ende März 2025 mit Serienschöpfer Jack Thorne und Produzent Jo Johnson zu einem Gespräch über den schädlichen Einfluss sozialer Medien in der 10 Downing Street.
Thorne selbst rief die britische Politik dazu auf, ein Smartphone-Verbot an Schulen durchzusetzen und ein digitales Schutzalter für Jugendliche einzuführen. Gemeinsam mit anderen britischen Prominenten wie den Schauspielern Benedict Cumberbatch, Paloma Faith oder der Journalistin Emma Barnett und über 11.500 Schulen unterstützt er den sogenannten „Parent Pact“, der sich dafür einsetzt, Kindern erst ab dem Alter von 16 Jahren den Zugang zu einem Handy zu ermöglichen. Auch andere Experten äußerten sich dahingehend, dass große Medienkonzerne ihre Algorithmen anpassen und extreme Inhalte stärker regulieren müssten. Premierminister Starmer verwies diesbezüglich auf den bereits seit 2023 bestehenden Online Safety Act, der Kinder vor schädlichen Inhalten im Internet beschützen soll. Seine Regierung aktualisierte zudem die Vorgaben für Unterrichtsinhalte und nahm Schulungen im Umgang mit Misogynie in die Lehrpläne auf. Netflix selbst erlaubte weiterführenden Schulen im Vereinigten Königreich die freie Nutzung von Adolescence als Unterrichtsmaterial.
Vorwürfe aus rechtspopulistischen Kreisen, es handle sich bei Adolescence um „Anti-Weiße-Propaganda“, da die Serie die ethnische Zugehörigkeit des Täters bewusst abgeändert habe, wurde unter anderem von Elon Musk weiterverbreitet. Serienschöpfer Jack Thorne wies diese Anschuldigungen als absurde Desinformationen zurück und gab an, die Handlung basiere weder auf einem konkreten Fall, noch würden solche Taten in der Realität ausschließlich von schwarzen Jugendlichen begangen werden. Anstatt einen Kommentar über Rasse abzugeben, sollte Adolescence vielmehr die Probleme im Zusammenhang mit Männlichkeit aufzeigen.

### Auszeichnungen
Black Reel TV Awards 2025
- Nominierung als Bester Nebendarsteller in einer Miniserie (Ashley Walters)[40]

Gotham TV Awards 2025
- Auszeichnung als Beste Miniserie
- Auszeichnung als Bester Hauptdarsteller in einer Miniserie (Stephen Graham)
- Auszeichnung als Bester Nebendarsteller in einer Miniserie (Owen Cooper)
- Nominierung als Beste Nebendarstellerin in einer Miniserie (Erin Doherty)[41]

Primetime-Emmy-Verleihung 2025
- Nominierung als Beste Miniserie
- Nominierung für die Beste Regie in einer Miniserie (Philip Barantini)
- Nominierung für das Beste Drehbuch in einer Miniserie (Jack Thorne & Stephen Graham)
- Nominierung als Bester Hauptdarsteller in einer Miniserie (Stephen Graham)
- Nominierung als Bester Nebendarsteller in einer Miniserie (Owen Cooper)
- Nominierung als Bester Nebendarsteller in einer Miniserie (Ashley Walters)
- Nominierung als Beste Nebendarstellerin in einer Miniserie (Erin Doherty)
- Nominierung als Beste Nebendarstellerin in einer Miniserie (Christine Tremarco)
- Nominierung für die Beste Kamera in einer Miniserie (Matthew Lewis)
- Nominierung für die Besten zeitgenössischen Kostüme in einer Miniserie (Jessica Schofield, William Maher & Tracey Cliffe)
- Nominierung für den Besten Tonschnitt in einer Miniserie (James Drake)
- Nominierung für die Beste Tonmischung in einer Miniserie (Jules Woods)
- Nominierung für das Beste Casting in einer Miniserie (Shaheen Baig)